# هاپکیدو هاوشینکیدو
hapkido hoshinkido هنر زیبای دفاع شخصی با تکنیک ها و تاکتیک های بسیار زیبا و هوشمندانه خوذ توسط استاد بزرگ پیتر سرج بوبیل در جهان بنیانگذاری شده است . این هنرذرزمی قدرتمند در ایران و خاورمیانه توسط استاد منصور قریانی mansoor ghorbani بنیانگذاری شده است این هنر زیبای رزمی با جمعیت بزرگی در بیشتر استانهای کشور ایران فعال می باشد.هر ساله با دوره های مختلف آموزشی و فنی و برگزاری مسابقات در بخش آقایان وبانوان به فعالیت خود ادامه میدهد.